# Flugplatz Lausanne-La Blécherette

i7
i11
i13
Der Flugplatz Lausanne-La Blécherette (IATA-Code: QLS, ICAO-Code: LSGL) ist ein Regionalflughafen im Kanton Waadt, Schweiz.

## Lage
Der Flugplatz befindet sich im Norden von Lausanne im Stadtteil Bossons/Blécherette. Er ist mit der Autobahn A9 (Ausfahrt Blécherette) sowie den Buslinien 1 und 21 der Transports publics de la région lausannoise angebunden. Er ist mit dem Personenwagen etwa zehn Minuten vom Stadtzentrum entfernt. Er befindet sich auf einem Plateau und war von Wiesen und einem Bauernhof umgeben, wird jedoch immer mehr von Bauten umgeben. Eine Basis der Schweizerischen Rettungsflugwacht, eine Tankstelle, sowie ein Restaurant befinden sich beim Flugplatz-Areal.

## Geschichte
Der von der Stadt erstellte Platz wurde 1910 das erste Mal als Flugbahn vom Genfer Henri Speckner gebraucht und war ein Jahr später einer der ersten zivilen Flugplätze der Schweiz.
Rasch stellte sich die Frage nach Hangars, welche für die Einstellung der Flugzeuge und deren Wartung dienen sollte. Ein erster Hangar wurde 1914 westlich der Piste, direkt neben einem Bauernhaus, gebaut. Durch die rege Benutzung des Flugplatzes wurde schon bald ein zweiter Hangar benötigt, welcher 1922 zusammen mit einem Atelier östlich der Piste gebaut wurde.
Am 30. Januar 1923 kam es auf dem Flugplatz in einem Gebäude der Flugschule „Aero“ zu einem Großbrand, bei dem mehrere Flugzeuge zerstört wurden. Darunter befand sich ein Breguet-Bomber, den die Schule von der französischen Regierung als Geschenk erhalten hatte und der kurz vor dem Brand zu einem Verkehrsflugzeug umgebaut worden war.
Seit dem 1. Mai 1993 obliegt die Betriebsführung der Aktiengesellschaft Aéroport de la région lausannoise «La Blécherette» S.A., die die Konzession besitzt. Diese wurde im Jahr 2006 erneuert. Die Konzession läuft bis 2036 und eine weitere Verlängerung ist umstritten, viele Politiker und Teile der Bevölkerung fordern die Schliessung des Flugplatzes auf dieses Datum.
Die Start- und Landebahn, die zuerst aus Gras bestand, wurde im Mai 2000 durch einen Asphaltbelag ersetzt. Der Flugplatz widmet sich den Freizeit- und Geschäftsflügen und wird von keiner Fluggesellschaft angeflogen.

## Galerie

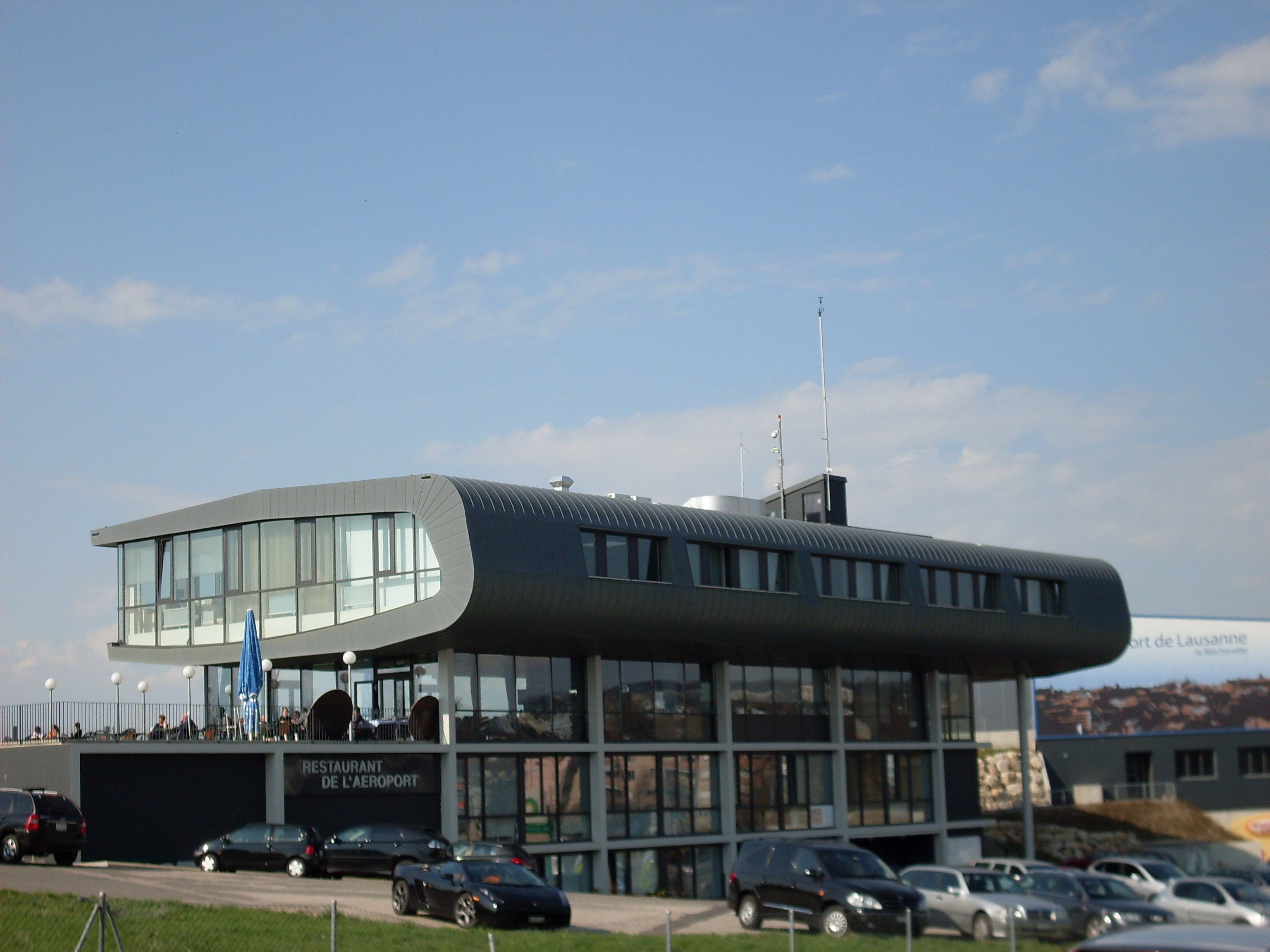
Hauptgebäude mit Restaurant
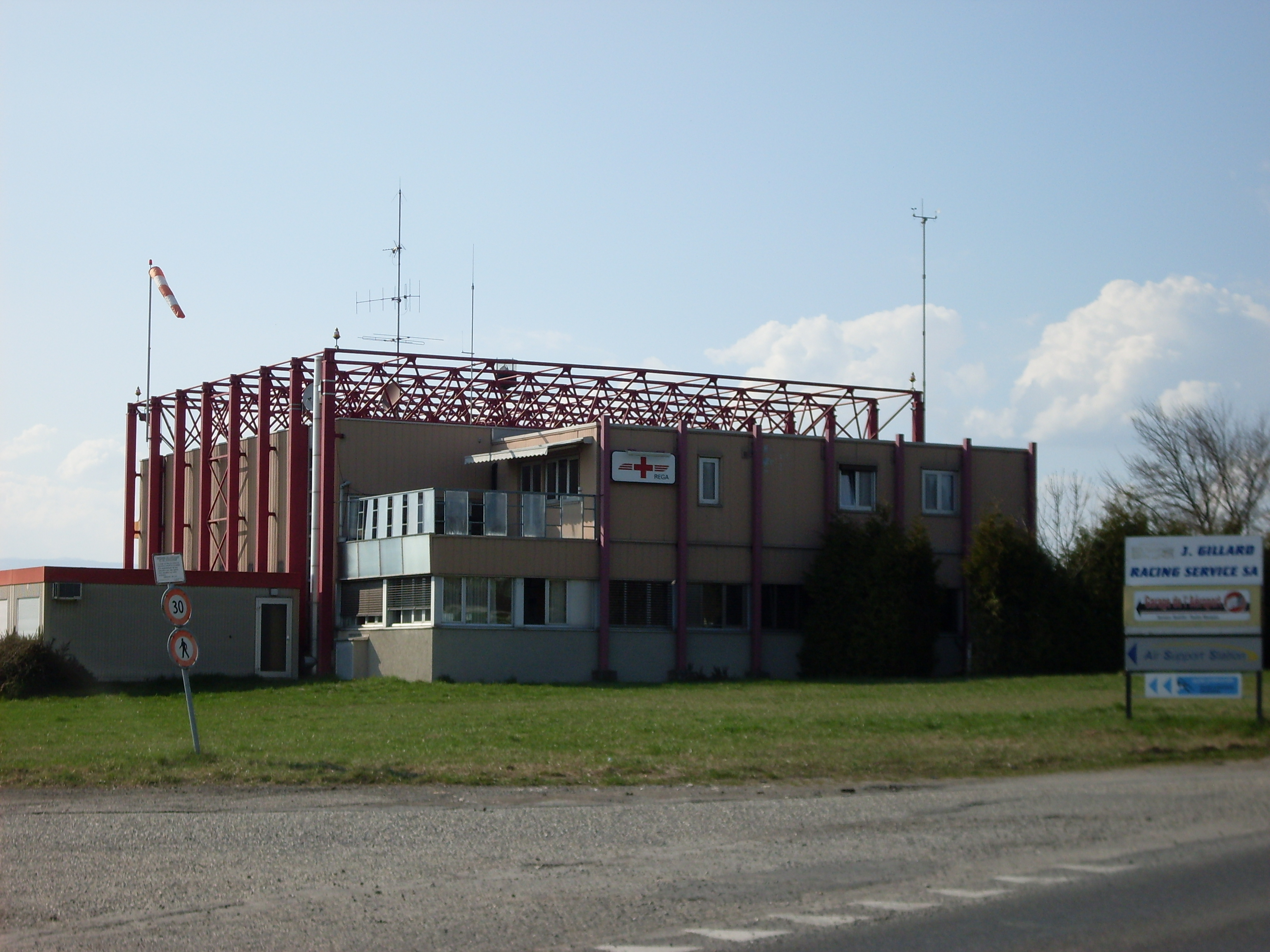
Alte Basisgebäude der Rega
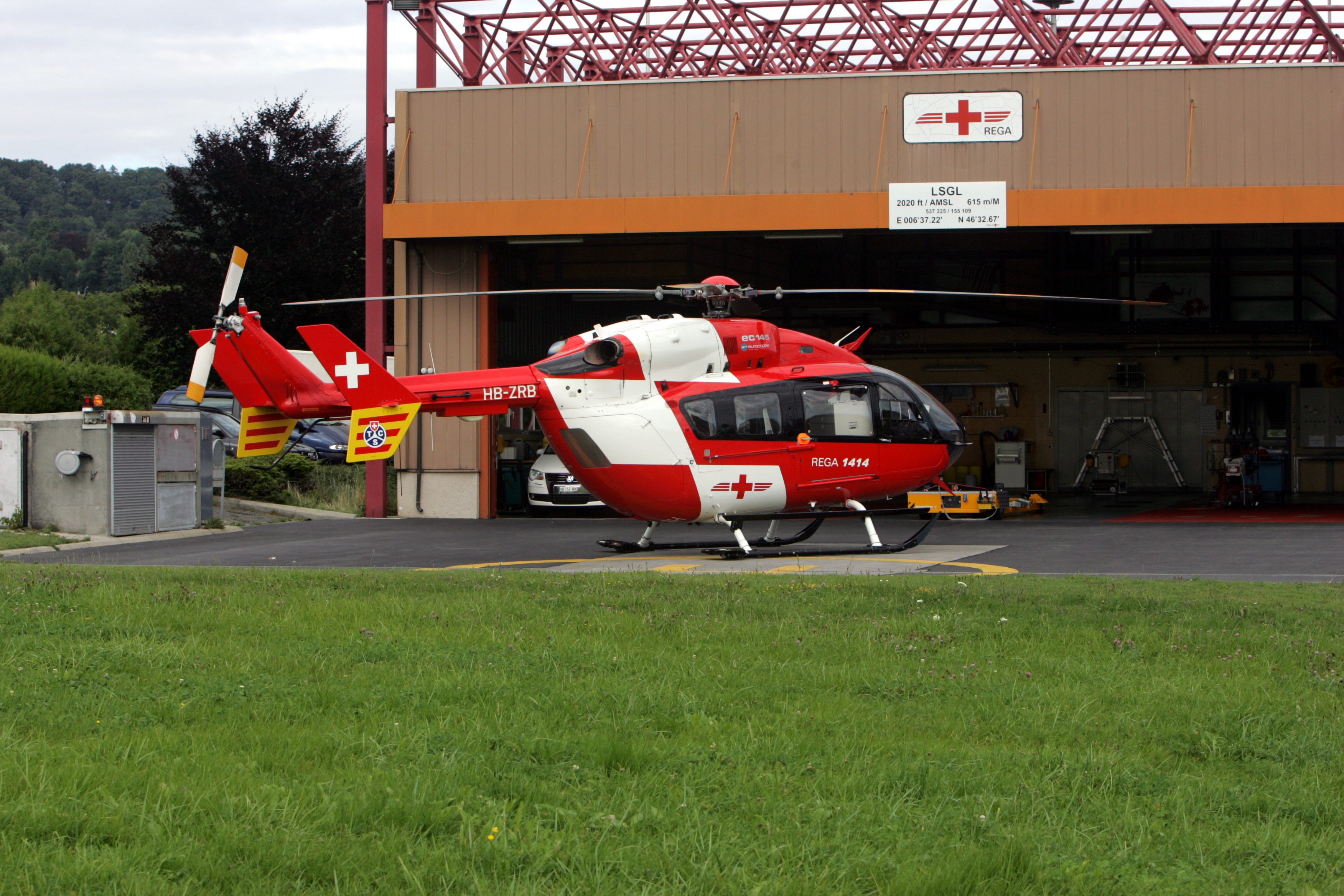
Ein EC 145